# Numan Acar
Pour les articles homonymes, voir Acar.
Numan Acar, né le 7 octobre 1974 à Kozoğlu, en Turquie, est un acteur, producteur de cinéma, scénariste et réalisateur allemand d'origine turque.

## Biographie
Il est né le 7 octobre 1974 à Kozoglu, un petit village du district de Kelkit en Turquie il a vécu dans la ville voisine d'Erzincan jusqu'en 1983, lorsque sa famille a émigré en Allemagne. Acar a obtenu un diplôme en génie civil, puis s'est tourné vers le théâtre.  Il a commencé à jouer dans des films turcs et allemands, puis a lancé Acar Entertainment en 2007, produisant des films germano-turcs.
Après de nombreux rôles dans des productions cinématographiques et télévisuelles turques, allemandes et sud-coréennes, Acar a joué son premier rôle dans une production américaine en 2014, en tant que Haissam Haqqani dans la saison quatre de Homeland.  Il reprend le rôle en 2020 pour la huitième et dernière saison de Homeland.
En 2019, il a interprété Dmitri Smerdyakov dans le film Marvel Spider-Man: Far From Home.
Acar, qui vit à Berlin, parle couramment plusieurs langues dont l'allemand, le turc, l'espagnol et l'anglais et a des notions de kurde, d’azerbaïdjanais et d'arabe.

## Filmographie partielle

### Au cinéma
- 2003 : Linie X : 1. Türke
- 2004 : Kebab Connection : Schwertkämpfer
- 2005 : Max und Moritz Reloaded : Bülent, Fighter
- 2006 : Hacivat Karagöz Neden Öldürüldü? : Trasci Ali
- 2006 : Lieben : Hakan
- 2006 : Cenneti Beklerken : Mustafa
- 2006 : Eve giden yol 1914 : Vartolu Settar
- 2007 : Mülteci : Azad
- 2008 : Lauf um Dein Leben - Vom Junkie zum Ironman : Salih
- 2008 : Pour un instant, la liberté (Ein Augenblick Freiheit)
- 2008 : Nokta
- 2008 : Pure Random : The killed
- 2008 : Last Looks : Boom operator
- 2009 : The Basement : Tarek
- 2009 : Fire! : Rashid
- 2010 : Zeiten ändern dich : Jussuf
- 2010 : Takiye: Allah yolunda : Mesut
- 2010 : Les Jours à venir (Die kommenden Tage) : Botschafter
- 2011 : Coq au vin (Kokowääh) : Arbeiter Gewerbehof
- 2011 : Labirent : Bk44
- 2012 : Berlin Kaplani : Hodcha
- 2012 : Schutzengel : TV Reporter Türkei
- 2013 : Bereullin : Abdul
- 2013 : The Immortalizer : Hassan
- 2014 : Vergrabene Stimmen : Kaan
- 2014 : L'Amour à vol d'oiseau (Flying Home) : Karadeniz
- 2014 : Rosewater : Rahim
- 2014 : The Cut : Alpasan
- 2015 : Point Break : Turkish Doorman
- 2016 : Ali and Nino : Seyid Mustafa
- 2016 : La Promesse (The Promise) de Terry George : Mustafa
- 2016 : The Great Wall : Najid
- 2017 : In the Fade : Nuri Sekerci
- 2018 : Horse Soldiers : Mullah Razzan
- 2018 : Wie der Soldat das Grammofon repariert
- 2019 : Spider-Man: Far From Home : Dimitri
- 2019 : Aladdin de Guy Ritchie : Hakim
- 2022 : The Way of the Wind de Terrence Malick

### À la télévision
- 2014 : Homeland : Haissam Haqqani (saison 4, 7 épisodes)
- 2015 : Crossing Lines : Borz Dudayev (saison 3, 1 épisode)
- 2017 : Prison Break : Abu Ramal (saison 5)
- 2018 : Jack Ryan : Tony Ahmet Demir (saison 1, épisode 6 ; saison 3, épisode 2)
- 2020 : Homeland : Haissam Haqqani (saison 8)

### Sur Netflix
- 2023 : Paradise :  Viktor